# 中村茂 (スーパーセンテナリアン)
中村 茂（なかむら しげる、1911年〈明治44年〉1月11日 - 2022年〈令和4年〉11月15日）は、広島県神石郡神石高原町在住のスーパーセンテナリアンの男性である。

## 来歴
広島県神石郡神石高原町に出生。第二次世界大戦では、原爆投下の2日後に遺体を整理するため広島市内に入り入市被爆した。そのため、被爆者健康手帳を所持している。2022年9月のインタビューで戦争について、「同僚が職場を離れて会えなくなった寂しさが胸を離れません」と話している。口癖は「戦争はだめ。平和が一番」。土木作業に従事し、子ども5人を育て、孫10人に恵まれる。退職後は農業を営み、米や葉タバコを栽培した。
2003年に妻を亡くしてから、100歳を超えるまで１人暮らしをしていた。炊事や洗濯も自身でこなし、畑に桜や紅葉の木を植え、季節ごとに楽しんでいた。2018年より広島県神石郡神石高原町の介護施設に在住しており、コーヒーが好きで、毎日1杯は飲むという。食事は介助なしで食べ、和牛と一口まんじゅうがお気に入りである。
2022年9月9日、国内最高齢男性だった上田幹藏の死去により国内男性最高齢者となった。
2022年11月に入り体調を崩しており、同月15日未明に死去。111歳没。